# Râul Hamba
Râul Hamba este un curs de apă, afluent al râului Rusciori. 